# Микола Чурило
Микола Чурило герба Корчак (пом. після 1625) — шляхтич із руського роду, урядник Речі Посполитої.

## Життєпис
Його батьком був Мартин Чурило (XVI ст.), королівський придворний, матір'ю — Анна, дочка Єжи (Георгія) Язловецького. Микола мав брата, галицького підчашого Андрія Чурила, якому відступив Попівці, Козилівці (пол. Koziłowce) та інші маєтності.
17 лютого 1625 року посів уряд сяноцького стольника.
Одружився із Зофією з Лянцкоронських, сестрою подільського воєводи Станіслава Лянцкоронського. Залишив дітей:
- Станіслав, львівський канонік під 1653 р., єпископ ортосенський;
- Микола (пом. 1652);
- Анна — дружина любачівського каштеляна Олександра Дідушицького;
- Евфрозина — дружина Героніма Оссолінського;
- Єлизавета (Ельжбета) — дружина Адама Дзержека;
- Софія (Зофія) — дружина князя Януша Четвертинського, Миколая-Казимира Коссаковського.